# Björn Nilsson
Björn Nilsson (ur. 8 kwietnia 1960 w Malmö) – szwedzki piłkarz występujący na pozycji pomocnika.

## Kariera klubowa
Nilsson rozpoczął karierę w 1979 w zespole Malmö FF, z którym zdobył mistrzostwo Szwecji (1986) oraz trzy Puchary Szwecji (1980, 1984, 1986).
W 1986 przeszedł do szwajcarskiego BSC Young Boys. W Nationallidze A zadebiutował 25 października 1986 w przegranym 0:1 spotkaniu z FC Basel, zaś 1 listopada 1986 w wygranej 1:0 potyczce z Grasshopper Club Zürich zdobył swoją pierwszą bramkę w tych rozgrywkach. W sezonie 1986/1987 zwyciężył z zespołem w rozgrywkach Pucharu Szwajcarii.
W 1991 odszedł do trzecioligowego FC Monthey, w którym spędził dwa sezony. Następnie wrócił do Szwecji, gdzie został zawodnikiem Landskrony. W sezonie 1993 awansował z nią z Division 1 do Allsvenskan. W 1994 zakończył karierę.

## Statystyki ligowe
| Rozgrywki      | Poziom | Kraj       | Mecze | Gole |
| -------------- | ------ | ---------- | ----- | ---- |
| Allsvenskan    | I      | Szwecja    | 145   | 28   |
| Division 1     | II     | Szwecja    | 10    | 1    |
| Nationalliga A | I      | Szwajcaria | 108   | 24   |
| 1. Liga        | III    | Szwajcaria | 29    | 9    |

## Kariera reprezentacyjna
W reprezentacji Szwecji zadebiutował 20 lutego 1982 w zremisowanym 2:2 towarzyskim meczu z Finlandią, a 3 czerwca 1982 w zremisowanym 1:1 towarzyskim pojedynku ze Związkiem Radzieckim strzelił swojego jedynego gola w kadrze. W latach 1982–1987 w drużynie narodowej rozegrał 16 spotkań.